# Microsiphoniella oregonensis
Microsiphoniella oregonensis är en insektsart som först beskrevs av Wilson 1915.  Microsiphoniella oregonensis ingår i släktet Microsiphoniella och familjen långrörsbladlöss. Inga underarter finns listade i Catalogue of Life.